# Bohemia Franzensbad Classic
De Bohemia Franzensbad Classic  is een golftoernooi van de EPD Tour en wordt sinds 2008 gespeeld op de golfbaan van Golf Resort Františkovy lázně in Františkovy Lázně (Duits: Franzensbad) in Tsjechië.
Golf Resort Františkovy lázně is in 2002 geopend. De baan heeft 18 holes met een par-73 en ligt vlak bij de Duitse grens.
In 2008 wint de Duitse speler Nicolas Meitinger met -12. De beste Nederlander is Ramon Schilperoord, hij eindigt op de 5de plaats met een score van 75-70-68 (-6).  
In 2009 wordt het toernooi met negen slagen voorsprong gewonnen door rookie Floris de Vries. Hij speelt de laatste ronde met Richard Kind, beiden staan gelijk op 142 en delen de leiding. De Vries maakt een eagle op hole 1 en 7 en scoort 67 (-6). Richard Kind maakt de derde ronde 76 en deelt de tweede plaats met Marek Novy (69, 75, 74), een lokale amateur.
Winnaars
- 2008:  Nicolas Meitinger (72-67-68)
- 2009:  Floris de Vries (72-70-67)